# Rhinoceros (släkte)
För andra betydelser, se Rhinoceros.
Rhinoceros är ett släkte av däggdjur som ingår i familjen noshörningar.

## Taxonomi
Nu levande arter enligt Catalogue of Life och Mammal Species of the World:
- Javanoshörning (Rhinoceros sondaicus)
- Indisk pansarnoshörning (Rhinoceros unicornis)

Dessutom blev minst två utdöda arter beskrivna:
- Rhinoceros leptorhinus
- Rhinoceros philippinensis

## Utseende
Liksom andra noshörning har släktets arter en stor och robust kropp. Kännetecknande är ett horn på nosen, framtänder och hörntänder i underkäken. Hos honor av javanoshörning kan hornet vara en liten knöl eller det saknas helt. Indisk pansarnoshörning är med en vikt upp till 3 000 kg något större än javanoshörningen. I huden förekommer djupa hudveck och den mellanliggande huden kan uppfattas som stora pansarplåtar. Den övre läppen kan användas som gripverktyg när individen plockar blad från buskar och träd.

## Ekologi
Exemplaren lever vanligen ensam. Mindre grupper är antingen en moder med sin kalv eller små ungkarlsflockar. Äldre hanar av indisk pansarnoshörning bildar revir som överlappar lite med andra hanars territorier. De centrala delarna försvaras däremot genom strider. Dessutom varierar revirets storlek beroende på årstid. Hos javanoshörning förekommer ingen överlappning mellan hanarnas revir. Honor av båda arter har inga fasta territorier. Dessa noshörningar kan vara aktiva på dagen och på natten.
Javanoshörning äter blad, kvistar och mindre grenar. Hos indisk pansarnoshörning ingår dessutom gräs och växter som tidvis står i vattnet i födan.